# San Diego de los Altos
San Diego de los Altos o simplemente San Diego, es un pueblo de la parroquia Cecilio Acosta del municipio Guaicaipuro del estado Miranda, Venezuela. Conjunto al pueblo de San José de los Altos, forman la parroquia Cecilio Acosta, con una población en conjunto de 19.350 habitantes para diciembre del 2014 y un densidad de población de 277,65 hab./km². Se le considera un pueblo de paso o un pueblo dormitorio entre Los Teques y Caracas, se encuentra a unos 1.283 m s. n. m.

## Reseña histórica
Fue fundado alrededor de 1702. Sus primeros pobladores fueron campesinos e indios que, en su mayoría, provenían del pueblo de Santa Lucía de Pariagüán (hoy Santa Lucía del Tuy) localidad para ese entonces ubicada en la quebrada de El Prepo, El Hatillo, entre las montañas de Turgua. 
Entre el 14 de febrero de 1696 y el 6 de junio de 1700, existía esa primera comunidad en Santa Lucía, pero se encontraba con varias dificultades como enfermedades, debido la humedad de la zona;  discrepancias entre caciques y blancos; el difícil acceso de animales de carga, entre otras. Por ello, alrededor de 1702, un grupo de pobladores e indios se traslada hacia un lugar llamado por los aborígenes "Messi" (sitio de yeguas o yaguas); pese a los intentos de la Corona Española y el  Gobernador de la Provincia de Venezuela de aquel entonces, no pudieron devolver a estos primeros luciteños hacia Pariagüan por las consecuentes y múltiples dificultades para llegar de nuevo hacia allá. Se fundaba así en "Messi" el actual poblado de San Diego de Los Altos. No existen documentos oficiales sobre la razón del abandono de Pariagüan por parte de los pobladores, pero son hipótesis que crean historiadores tuyeros. 
En la iglesia de San Diego existen escrituras de hace más de cuatrocientos años que hacen referencia a la existencia de Pariagüán, un poblado de indios, campesinos y blancos que se destinaban a la agricultura, también que se encontraba una iglesia y un pequeño cementerio.

## Ubicación
Se encuentra en la región de los Altos Mirandinos, conjunto a San José conforman la Parroquia Cecilio Acosta, la cual con las parroquias Altagracia de la Montaña, El Jarillo, Los Teques, Paracotos y San Pedro conforman el Municipio Bolivariano Guaicaipuro.Comparte frontera al norte de con la localidad de San Antonio de los Altos, al sur con Paracotos, al este San José de los Altos y al oeste con Carrizal.

### Distancias
San Diego de los Altos está aproximadamente a 13 km de la ciudad de Los Teques por la Carretera San Diego- San Antonio- San José, a 6,3 km de San Antonio de los Altos también por la Carretera antes mencionada y a 25,9 km de Caracas, se enlaza con la capital venezolana por parte de la Carretera San Antonio - San Diego - San José y por la gran Carretera Panamericana, carretera que une a Caracas con Los Teques

## Templo de San Diego
Frente a la Plaza Bolívar de la ciudad se halla el templo de San Diego de los Altos. La Iglesia de San Diego tiene un estilo arquitectónico colonial, que es muy simbólico para este tipo de pueblos. Este fue restaurado hace mucho tiempo. Muchas partes del antiguo edificio se utilizan para realizarlo en la nueva estructura. No es una iglesia grande, pero el lugar pequeño es muy popular entre los lugareños .El Pueblo de San Diego suele ser muy católico, así que la iglesia se convierte en la protagonista del lugar todos los domingos en la misa matutina.